# Lemming (Silkeborg Kommune)
 For alternative betydninger, se Lemming (flertydig). (Se også artikler, som begynder med Lemming)
Lemming er en by i Midtjylland med 285 indbyggere  (2024), beliggende 5 km nordøst for Skægkær, 11 km sydøst for Kjellerup og 9 km nord for Silkeborg. Byen hører til Silkeborg Kommune og ligger i Region Midtjylland.
Lemming hører til Lemming Sogn, og Lemming Kirke ligger i byen. Det er en romansk bygning fra 1100-tallet med et udskiftet murværk fra 1727. Tårnet er opført i slutningen af 1700-tallet.

## Faciliteter
Friskolen i Lemming er oprettet i 2002 og har 91 elever på 0.-6. klassetrin, fordelt i 4 grupper, samt SFO. Kredsen omkring friskolen tog initiativ til at starte Børnehaven i Lemming ved siden af skolen. Ved indvielsen 1. august 2007 havde børnehaven kun 9 børn, men efter to udvidelser med nye pavilloner er der nu plads til 40.
Lemming Forsamlingshus har en stor sal med scene og en lille sal. Tilsammen har de plads til 150 personer.

## Historie
I 1901 blev Lemming beskrevet således: "Lemming med Kirke, Skole, Forsamlingshus (opf. 1897), Sparekasse (opr. 12/1 1872; 31/3 1899 var...Antal af Konti 331) og Købmandshdl.;" Målebordsbladet fra 1800-tallet viser en meget spredt landsbybebyggelse, hvor der også var fattighus, to smedjer og en mølle. På målebordsbladet fra 1900-tallet er fattighuset og smedjerne væk, men der er kommet et bageri.

### Jernbanen
Lemming fik station på Silkeborg-Kjellerup-Rødkærsbro Jernbane (1924-68). Banen gik nede i Lemming Ådal, og stationen kom derfor til at ligge 1 km nordvest for landsbyen. Ved stationen blev der kun bygget enkelte huse. Stationen havde både omløbsspor med øperron og læssespor.
Stationsbygningen er bevaret på Lemming Brovej 22. Herfra går Kjellerupstien, som følger banetracéet næsten hele vejen til Lysbro.